# Bachia intermedia
Espèce
Bachia intermedia est une espèce de sauriens de la famille des Gymnophthalmidae.

## Répartition
Cette espèce est endémique de la région de Cajamarca au Pérou.

## Publication originale
- Noble, 1921 : Two new lizards from northwestern Peru. Annals of the New York Academy of Sciences, vol. 29, p. 141-143.